# Communauté de communes la Domitienne
La Communauté de communes La Domitienne est une communauté de communes française, située dans le département de l'Hérault et la région Occitanie.

## Histoire
La Communauté de communes La Domitienne est apparue dans le paysage institutionnel biterrois le 4 juin 1993. Initialement composée des communes de Cazouls-lès-Béziers, Colombiers, Maureilhan, Montady et Nissan-lez-Ensérune, elle s'était donnée pour mission principale de réaliser un développement économique dans l'Ouest-Biterrois. En 1996, les communes de Lespignan et Vendres intègrent l'intercommunalité tout comme Maraussan en 1997.
Entre 2013 et 2014, avec la loi organique du 17 mai 2013 impliquant l'élection des conseillers communautaires au suffrage universel direct, la répartition des représentations communales ont été modifiées. Au lendemain des élections municipales et communautaires de 2014, 37 conseillers communautaires ont été élus dans les différentes communes de l'intercommunalité.

## Territoire communautaire

### Composition
La communauté de communes est composée des 8 communes suivantes :

| Nom                 | Code Insee | Gentilé       | Superficie (km2) | Population (dernière pop. légale) | Densité (hab./km2) |
| ------------------- | ---------- | ------------- | ---------------- | --------------------------------- | ------------------ |
| Maureilhan (siège)  | 34155      | Maureilhanais | 10,55            | 2 465 (2022)                      | 234                |
| Cazouls-lès-Béziers | 34069      | Cazoulin      | 38,46            | 5 185 (2022)                      | 135                |
| Colombiers          | 34081      | Colombiérain  | 10,14            | 2 755 (2022)                      | 272                |
| Lespignan           | 34135      | Lespignanais  | 22,92            | 3 355 (2022)                      | 146                |
| Maraussan           | 34148      | Maraussanais  | 12,37            | 4 693 (2022)                      | 379                |
| Montady             | 34161      | Montadynois   | 9,95             | 4 020 (2022)                      | 404                |
| Nissan-lez-Enserune | 34183      | Nissanais     | 29,74            | 4 077 (2022)                      | 137                |
| Vendres             | 34329      | Vendrois      | 37,8             | 2 671 (2022)                      | 71                 |

### Démographie
| 1968   | 1975   | 1982   | 1990   | 1999   | 2010   | 2015   | 2021   |
| ------ | ------ | ------ | ------ | ------ | ------ | ------ | ------ |
| 13 081 | 13 591 | 14 605 | 17 141 | 19 155 | 25 376 | 27 263 | 28 976 |

## Administration

### Siège
Le siège de la communauté de communes est situé à Maureilhan, 1 avenue de l'Europe.

### Tendances politiques
| Commune             | Maire                  | Étiquette | Étiquette |
| ------------------- | ---------------------- | --------- | --------- |
| Cazouls-lès-Béziers | Philippe Vidal         |           | PS        |
| Colombiers          | Alain Caralp           |           | PS        |
| Lespignan           | Jean-François Guibbert |           | DVG       |
| Maraussan           | Marlène Puche          |           | DVG       |
| Maureilhan          | Christian Séguy        |           | DVG       |
| Montady             | Alain Castan           |           | DVG       |
| Nissan-lez-Enserune | Pierre Cros            |           | PRG       |
| Vendres             | Jean-Pierre Pérez      |           | PCF       |

### Conseil communautaire
Les 37 conseillers titulaires sont ainsi répartis selon le droit commun comme suit :
| Nombre de délégués | Communes                        |
| ------------------ | ------------------------------- |
| 7                  | Cazouls-lès-Béziers             |
| 6                  | Maraussan, Nissan-lez-Enserune  |
| 5                  | Montady                         |
| 4                  | Lespignan                       |
| 3                  | Colombiers, Maureilhan, Vendres |

### Élus
La communauté de communes est administrée par son conseil communautaire constitué en 2020 de 37 conseillers communautaires, qui sont des conseillers municipaux représentant chacune des communes membres.
À la suite des élections municipales de 2020 dans l'Hérault, le conseil communautaire du 8 juillet 2020 a réélu son président, Alain Caralp, maire de Colombiers, ainsi que ses 7 vice-présidents. 
En mars 2024, de nouvelles élections municipales ont eu lieu à Maraussan. À cette date, la liste des vice-présidents est la suivante :
|     | Attributions                                                                               | Identité               | Qualité                          |
| --- | ------------------------------------------------------------------------------------------ | ---------------------- | -------------------------------- |
| 1er | Finances, études, prospective et moyens généraux                                           | Philippe Vidal         | Maire de Cazouls-lès-Béziers     |
| 2e  | Culture, lecture publique, patrimoine, associations et sport                               | Alain Castan           | Maire de Montady                 |
| 3e  | Aménagement économique                                                                     | Pierre Cros            | Maire de Nissan-Lez-Ensérune     |
| 4e  | Logement, habitat et cadre de vie                                                          | Christian Séguy        | Maire de Maureilhan              |
| 5e  | Environnement, déchets ménagers, propreté urbaine, assainissement et développement durable | Jean-François Guibbert | Maire de Lespignan               |
| 6e  | Action sociale et solidaire                                                                | Thierry Daurat         | Conseiller municipal à Maraussan |

Avec les huit conseillers communautaires délégués, ils forment le bureau communautaire pour la période 2020-2026, soit 16 membres.

### Liste des présidents
| Période   | Période  | Identité          | Étiquette | Qualité                                                                                                 |
| --------- | -------- | ----------------- | --------- | --- |
| 1993      | 2001     | René Frances      | PS        | Maire de Maureilhan (1977 → 1995) Décédé en fonction                                                    |
| 2001      | mai 2013 | Michel Bozzarelli | PS        | Maire de Cazouls-lès-Béziers (1998 → 2008) Conseiller général de Béziers-3 (1998 → 2011) Démissionnaire |
| juin 2013 | En cours | Alain Caralp      | PS        | Maire de Colombiers (2014 → )                                                                           |

### Compétences
L'intercommunalité exerce les compétences qui lui ont été transférées par les communes membres, dans les conditions définies par le code général des collectivités territoriales. Ces compétences ont évolué à plusieurs reprises.
Compétences obligatoires
- Développement économique
- Gestion des milieux aquatiques et prévention des inondations (GEMAPI)
- Aménagement de l'espace
- Collecte et traitement des déchets ménagers et déchets assimilés
- Aménagement, entretien et gestion des aires d'accueil des gens du voyage

Compétences optionnelles
- Protection et mise en valeur de l'environnement
- Politique du logement et du cadre de vie
- Action sociale d'intérêt communautaire
- Assainissement
- Eau
- Création et gestion de maisons de services au public

Compétence facultative
- Construction, entretien et fonctionnement d'équipements culturels et sportifs d'intérêt communautaire

Compétence supplémentaire
- Lecture publique

### Régime fiscal et budget
La communauté de communes est un établissement public de coopération intercommunale à fiscalité propre.
Afin de financer l'exercice de ses compétences, l'intercommunalité perçoit la fiscalité professionnelle unique (FPU) – qui a succédé à la taxe professionnelle unique (TPU) – et assure une péréquation de ressources entre les communes résidentielles et celles dotées de zones d'activité.